# Communauté de communes Opale Sud
Die Communauté de communes Opale Sud war ein französischer Gemeindeverband mit der Rechtsform einer Communauté de communes im Département Pas-de-Calais in der Region Hauts-de-France. Sie wurde am 21. Dezember 2001 gegründet und umfasste zehn Gemeinden. Der Verwaltungssitz befand sich im Ort Berck.

## Historische Entwicklung
Am 1. Januar 2017 wurde der Gemeindeverband mit 
- Communauté de communes du Montreuillois und
- Communauté de communes Mer et Terres d’Opale

zur neuen Communauté d’agglomération des Deux Baies en Montreuillois zusammengeschlossen.

## Ehemalige Mitgliedsgemeinden
1. Airon-Notre-Dame
2. Airon-Saint-Vaast
3. Berck
4. Colline-Beaumont
5. Conchil-le-Temple
6. Groffliers
7. Rang-du-Fliers
8. Tigny-Noyelle
9. Verton
10. Waben